# Stenocebrio coquimbensis
Stenocebrio coquimbensis là một loài bọ cánh cứng trong họ Cebrionidae. Loài này được Solervicens miêu tả khoa học năm 1989.